# La Tourette, Loire
La Tourette är en kommun i departementet Loire i regionen Auvergne-Rhône-Alpes i centrala Frankrike. Kommunen ligger i kantonen Saint-Bonnet-le-Château som tillhör arrondissementet Montbrison. År 2022 hade La Tourette 630 invånare.

## Befolkningsutveckling
Antalet invånare i kommunen La Tourette
| Referens: INSEE |